# Vittorio Matteo Corcos
Vittorio Matteo Corcos (né le 4 octobre 1859 à Livourne, mort à Florence le 8 novembre 1933) est un peintre portraitiste italien.

## Biographie
Vittorio Matteo Corcos commence ses études artistiques à  Livourne dans une école privée, puis continue à l'Académie du dessin de Florence avec Enrico Pollastrini, où il se lie d'une amitié durable avec Italo Nunes Vais . Il les poursuit à Naples, de 1878 à 1879, dans l'atelier de Domenico Morelli dont il devient l'un des meilleurs élèves et dont  le style, fortement empreint de recherches formelles et de références littéraires, notamment l'œuvre de Lord Byron, exerce une grande influence sur le jeune Vittorio Matteo. Il peint à cette période L'Arabo in preghiera acquis par le roi Umberto I., tableau marquant un tournant dans sa production picturale.

### Période Parisienne
En 1880, il séjourne à Paris où il signe un contrat avec Goupil & Cie, société d'édition, galeriste et marchand d'art, géré à cette époque par Théo Van Gogh. Il fréquente irrégulièrement l'atelier de Léon Bonnat, le portraitiste des présidents du Conseil de la IIIe République, où il rencontre  des personnalités artistiques  telles Boldini, De Nittis et peut-être les frères Filippo Palizzi et Giuseppe Palizzi ainsi que Meissonier, Zola, Edmond de Goncourt, Daudet, Degas et Manet.
Il s'oriente alors vers une peinture proche de celle de ses compatriotes empreinte d'une majesté formelle inspirée par les recherches de la photographie contemporaine, et il réalise surtout des portraits plein d'acuité de femmes, élégamment vêtues, des scènes de genre, caractérisés par un coup de pinceau fluide, des couleurs brillantes. Son œuvre est appréciée et, durant sa période parisienne, il expose au Salon de 1881, 1882 et 1885.

### Retour en Italie
Il retourne dans son pays natal en 1886 et participe, la même année à Livourne, à une exposition collective où exposent, entre autres, des peintres du mouvement Macchiaioli.
De confession juive, Vittorio Matteo Corcos se convertit au catholicisme et épouse à Florence, en 1887, Emma Ciabatti, la Gentile Ignota, veuve de Giovanni Pascoli. Le couple s'établit dans la capitale toscane et sa femme l'introduit dans les cercles littéraires où il fait la connaissance de Giosuè Carducci et de Gabriele D'Annunzio. Il collabore  avec le magazine Il Marzocco fondé par Angiolo Orvieto. (Il avait déjà publié en 1884 la nouvelle Mademoiselle Le Prince dans  le journal Fanfulla della Domenica). En raison de sa fréquentation du milieu intellectuel florentin, il est un portraitiste très recherché par les riches familles nobles de la région.

En 1896, au Festival d'Art et Fleurs il expose son tableau Sogni, qui pour l’expression du modèle fait sensation; les critiques indiquent que le tableau marque le passage de la culture du XIXe siècle à celle plus moderne du XXe siècle voyant dans ce portrait l’illustration de femmes qui revendiquent un esprit libre. L'image est devenue célèbre et a été utilisée pour plusieurs couvertures de livres.

### Période allemande
En 1904, peintre renommé, il exécute en Allemagne le portrait de Guillaume II, de son épouse et de nombreuses personnalités allemandes. Marguerite de Savoie, épouse d'Humbert Ier d’Italie, Amélie d'Orléans, dernière reine du Portugal sont les autres têtes couronnées que Vittorio Matteo Corcos immortalise.
Son autoportrait est admis, en 1913, dans la collection des autoportraits du corridor de Vasari de la Galerie des Offices à Florence.

## Sélection d'œuvres
- Le Nouveau-né (Il nuovo arrivato), 1884
- Sogni, 1896, Galeria Nazionale d'Arte Moderna, Rome
- Portrait d'Amélie d'Orléans, 1905, Museu Nacional dos Coches, Lisbonne

## Galerie

Deux dames élégantes c1885
Portrait de femme au collier de perles - c1885
Dame en rose 1888
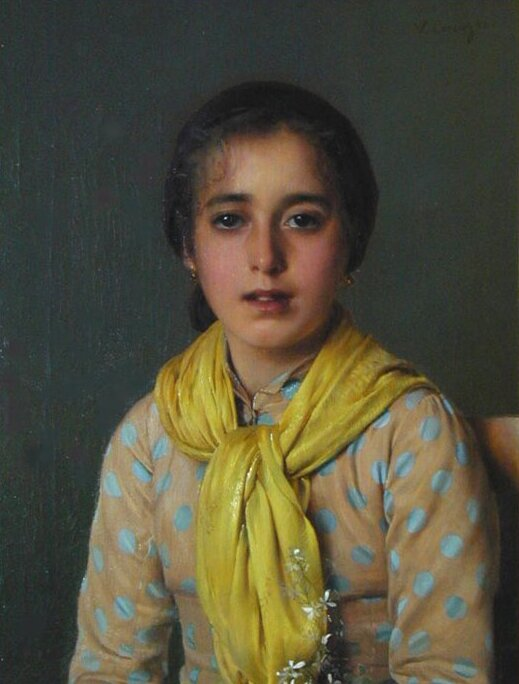
Jeune fille au foulard jaune 1890
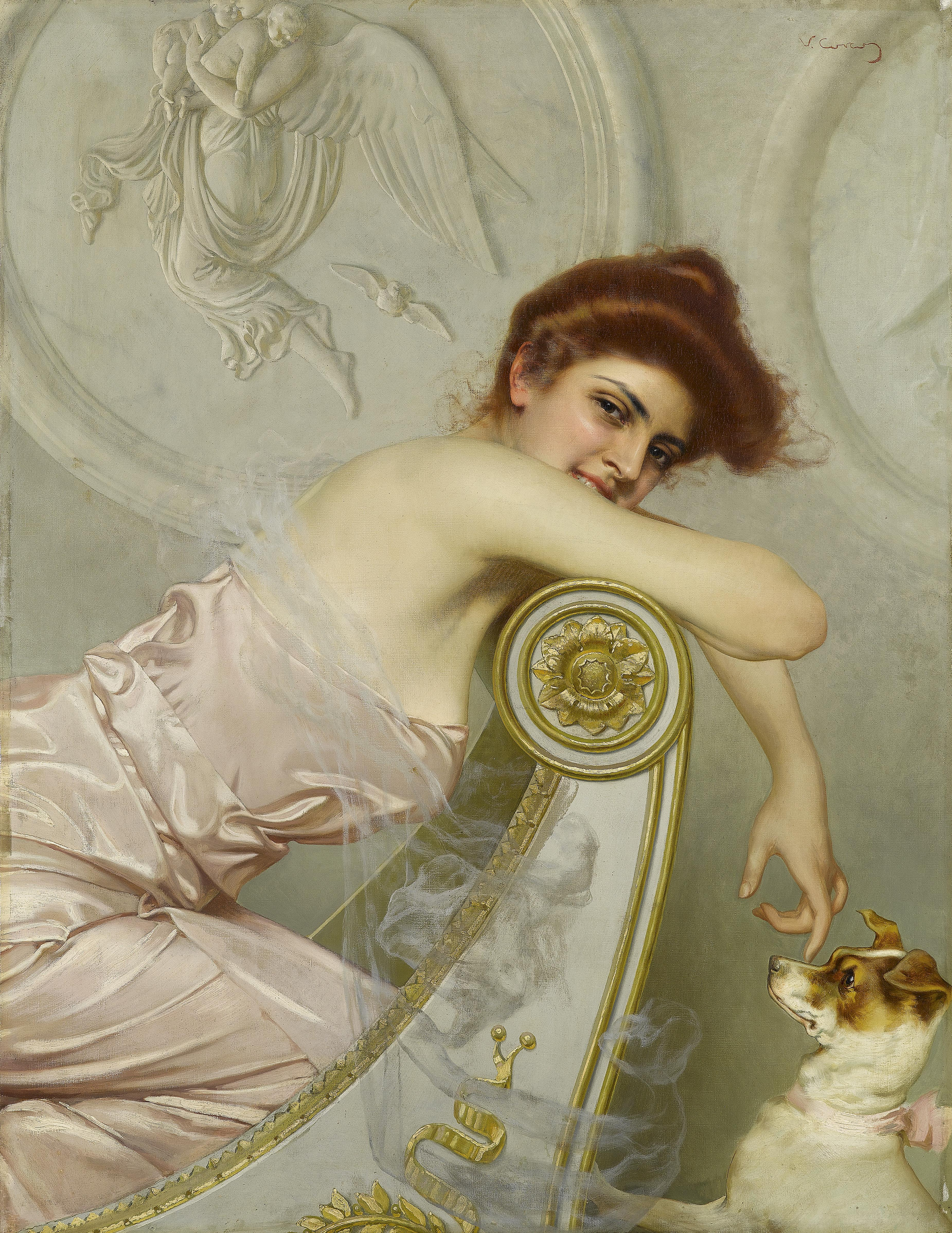
Jeune femme au chien, c1895
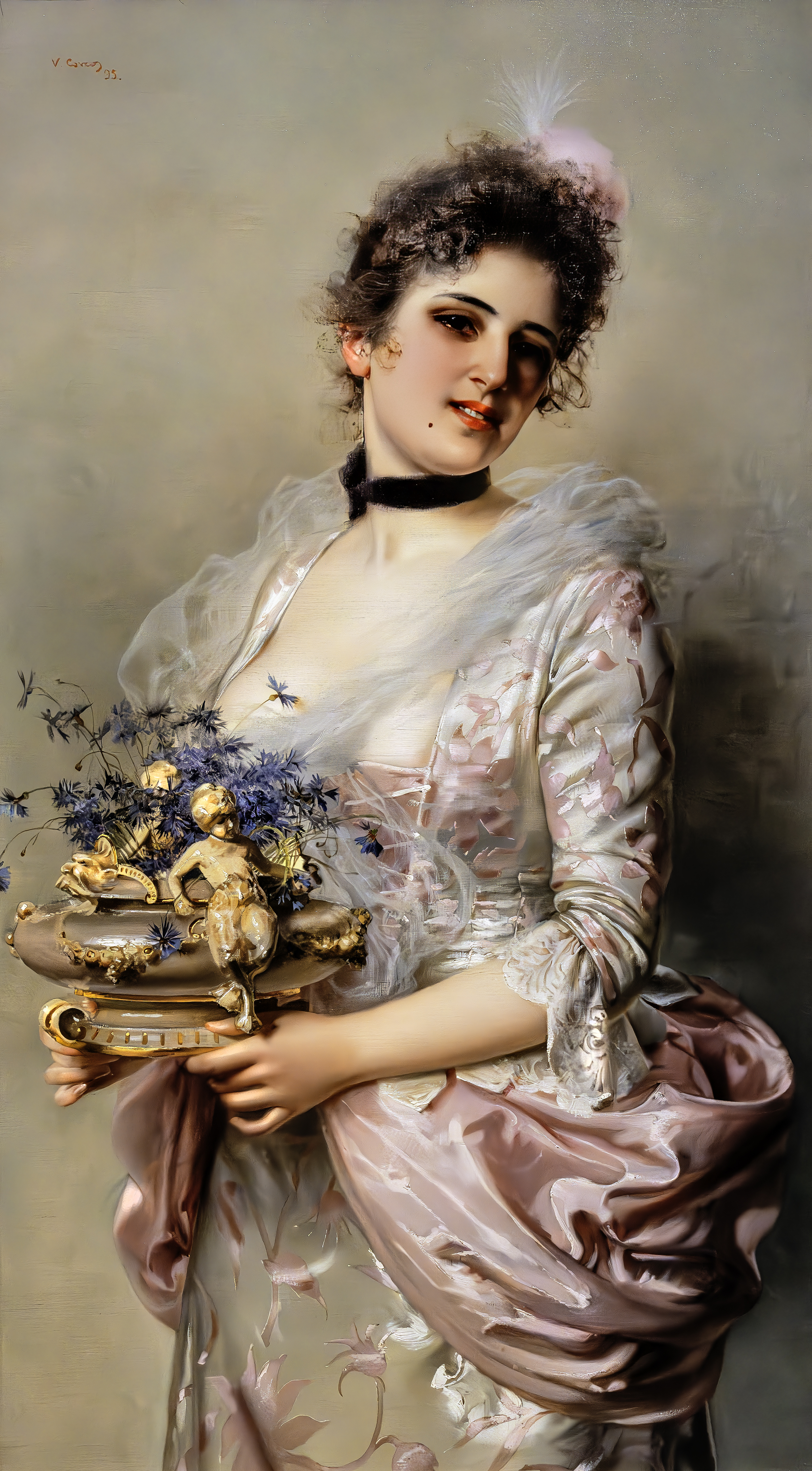
Portrait de femme avec vase de fleurs à la main - 1895
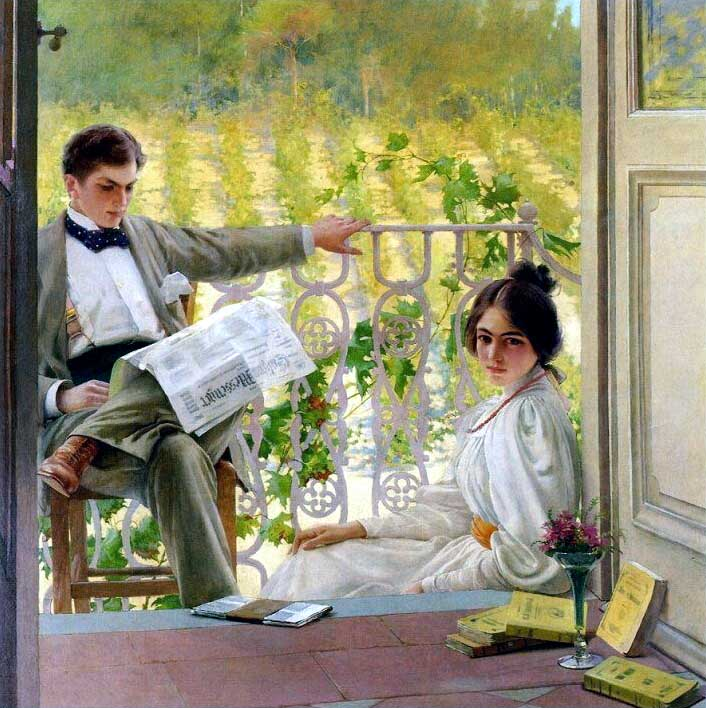
Pomeriggio in terrazza 1895
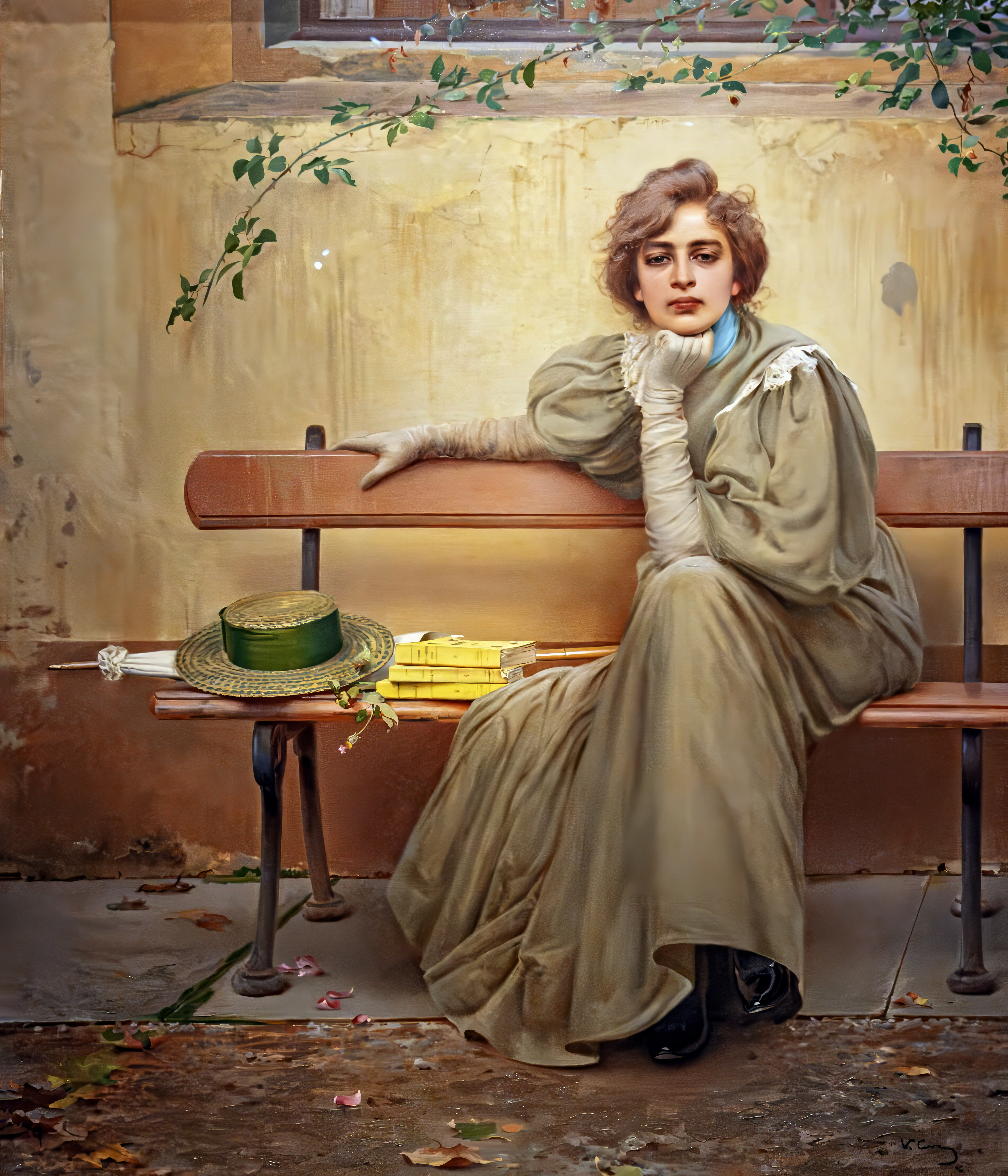
Sogni - 1896
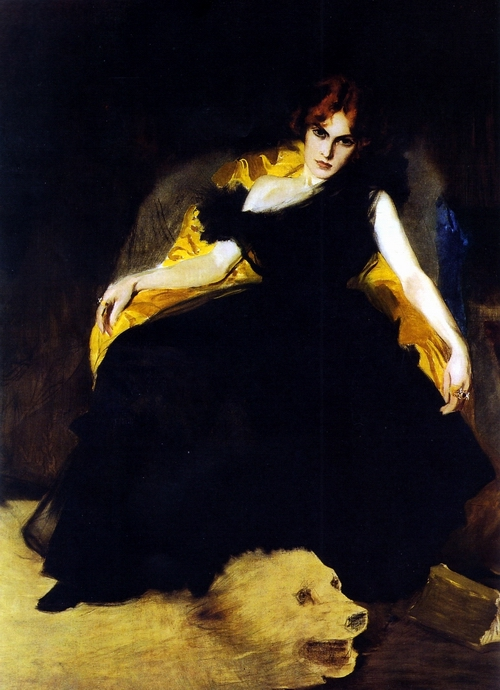
La Morphinomane 1900
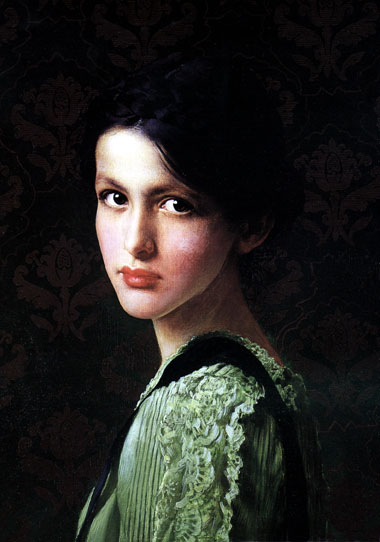
Portrait de femme 1909
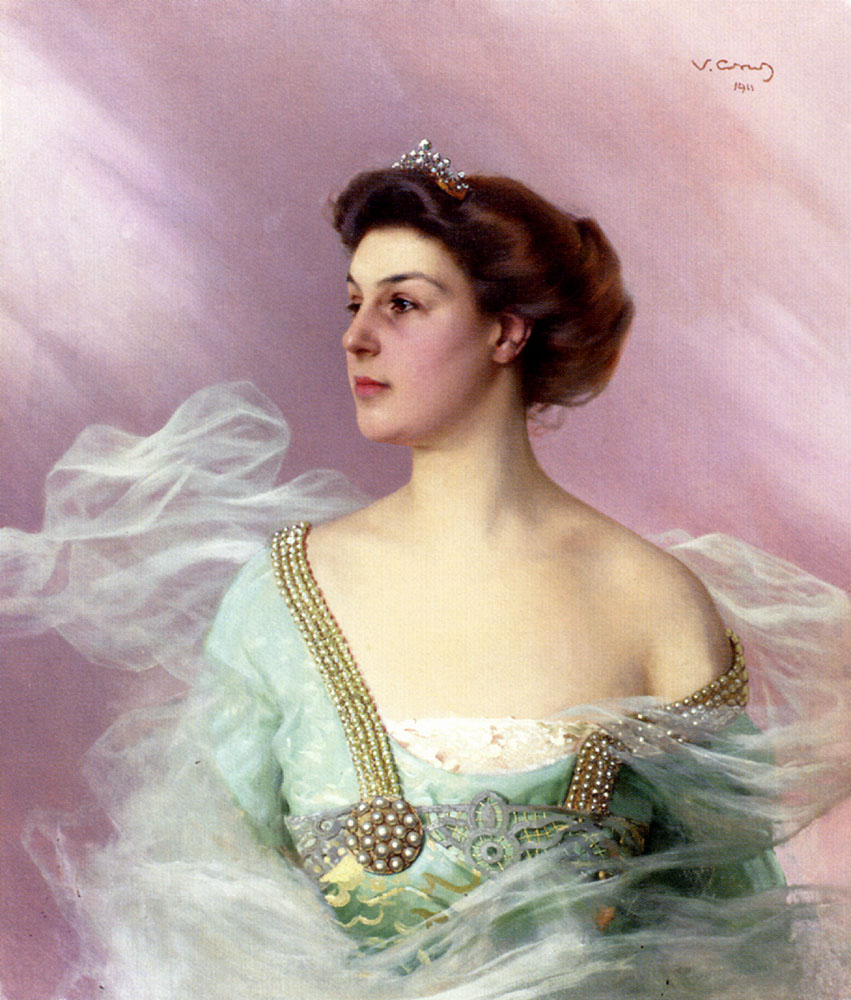
Portrait de femme 1911
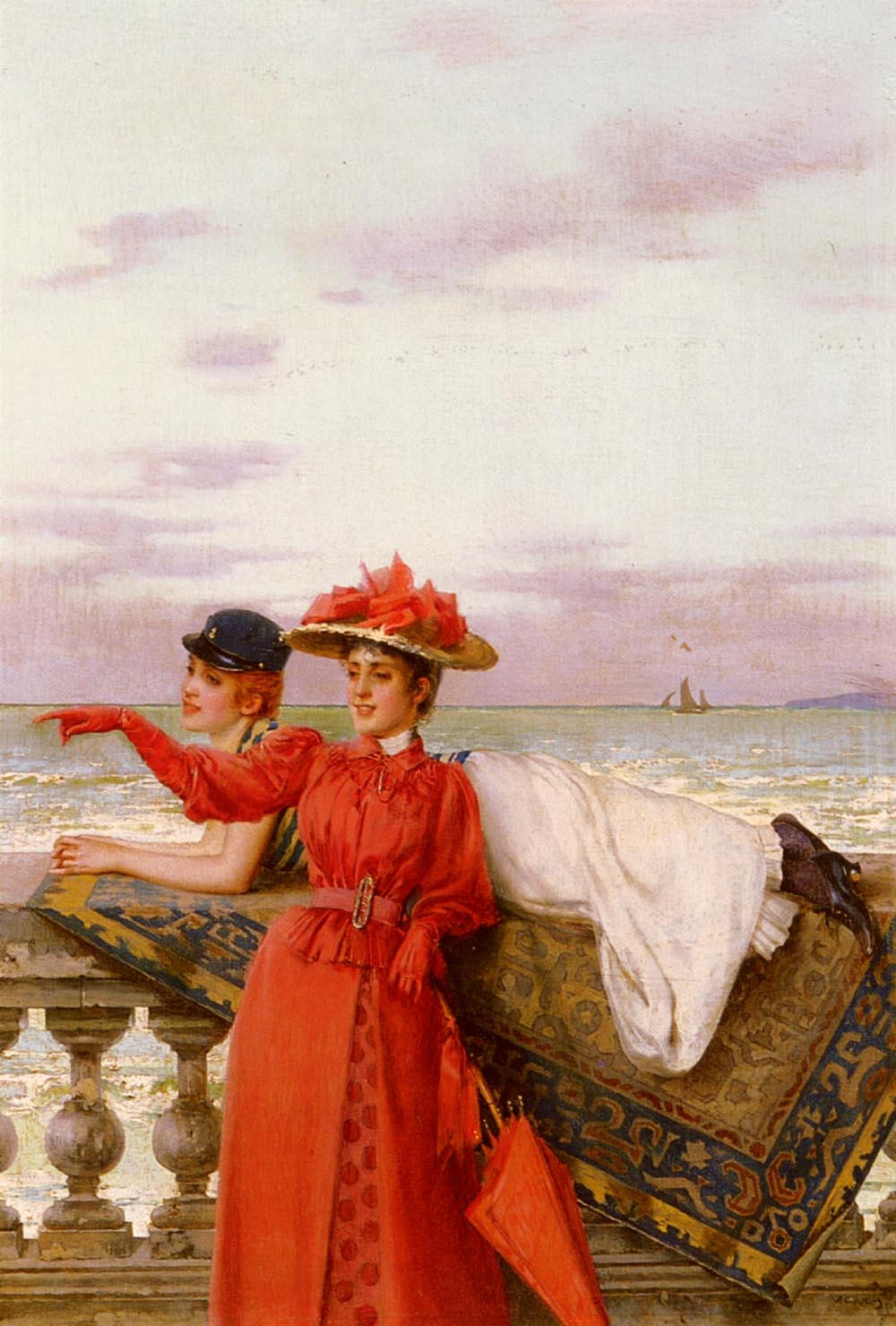
Regards vers la mer 1933

## Sources
- (it) Biographie de Vittorio Matteo Corcos, sur le site lungomarecastiglioncello.it